# عملية المصالحة بين فتح وحماس
عملية المصالحة بين فتح وحماس تشير إلى سلسلة من محاولات المصالحة لحل خلافات حركة فتح وحركة حماس منذ الصراع بين فتح وحماس في الفترة من 2006 إلى 2007 وسيطرة حماس لاحقا على قطاع غزة.
على الرغم من عدد من الاتفاقات فإن هذه المحاولات لم تنجح حتى عام 2016 حيث لا تزال حماس تمارس السيطرة الكاملة على قطاع غزة على الرغم من تشكيل حكومة الوحدة في يونيو 2014. عارضت إسرائيل والولايات المتحدة المصالحة بشكل فعال.

## الخلفية
حتى الانتفاضة الفلسطينية الأولى كانت فتح هي الحزب الوحيد المهيمن على الساحة السياسية الفلسطينية بما فيها منظمة التحرير الفلسطينية. في عام 1987 نشأت حماس كحركة مقاومة ضد الاحتلال الإسرائيلي. في أعقاب اتفاقات أوسلو نددت منظمة التحرير الفلسطينية التي لا تزال فتح العضو المهيمن فيها رسميا بالمقاومة المسلحة. رفضت حماس الاعتراف بإسرائيل وعارضت اتفاقات أوسلو والاتفاقات اللاحقة بين منظمة التحرير الفلسطينية وإسرائيل. تحت ضغط إسرائيل والمجتمع الدولي حاولت فتح القضاء على حماس خاصة بعد أن خلف محمود عباس ياسر عرفات رئيسا للسلطة الوطنية الفلسطينية. أدت التوترات إلى انسحاب إسرائيل من غزة في عام 2005 وبلغت ذروتها في معركة غزة في يونيو 2007 مما أدى إلى انقسام الحكومة الفلسطينية.
في محاولات المصالحة ركزت حماس أساسا على إصلاح منظمة التحرير الفلسطينية وإدراجها في المنظمة. بعد فوز حماس في انتخابات 2006 حاولت دون جدوى إدارة حكومة السلطة الوطنية الفلسطينية بسبب المقاطعة الإسرائيلية والدولية.
على الرغم من أن حماس أكدت أنها مستعدة لإبرام هدنة طويلة الأمد مع إسرائيل فإنها تعهدت بعدم الاعتراف بإسرائيل لأن هذا يعني الاعتراف بالاحتلال الصهيوني لفلسطين الذي تعتبره حماس بلد عربي إسلامي. ترى حماس أن الاعتراف بإسرائيل سيعني قبول طرد أكثر من 700,000 فلسطيني خلال حرب 1948. إن رفض حماس الاعتراف بإسرائيل وإدانتها للمقاومة المسلحة على خلاف منظمة التحرير الفلسطينية وضمنيا فتح كان السبب الرئيسي لإسرائيل والمجتمع الدولي في معارضة المصالحة بين فتح وحماس. واجهت فتح ضغوطا خارجية هائلة لعدم التعاون مع حماس.

## إعاقة إسرائيلية
أحبطت إسرائيل باستمرار المصالحة بين فتح وحماس. في عام 2009 على سبيل المثال قال بنيامين نتنياهو أن إسرائيل لن تسمح بالسلام مع حماس ولا يمكن أن تقبل حماس كشريك تفاوضي. بعد اتفاق القاهرة في أبريل 2011 استبعد اتفاق السلام إذا كانت فتح وحماس ستتماشيان. قال: «على السلطة الفلسطينية أن تختار السلام مع إسرائيل أو السلام مع حماس. ليس هناك إمكانية للسلام مع كل منهما وكيف يمكنك التحدث معنا عن السلام عندما كنت تتحدث عن السلام مع حماس. يمكنك اختيار السلام مع إسرائيل أو يمكنك اختيار السلام مع حماس».
لقد ظل الرئيس عباس يتعرض باستمرار لضغوط لمنع المصالحة بين فتح وحماس. في سبتمبر 2013 اعترف عباس بأنه كان تحت ضغط من الولايات المتحدة وإسرائيل لعدم تحقيق الوحدة مع حماس. قال عضو المجلس التشريعي الفلسطيني لحركة حماس أنور زبون أن كلا من الولايات المتحدة والاتحاد الأوروبي يحتفظان بحق النقض (الفيتو) بشأن المصالحة.
في عام 2011 أعلن مسؤول إسرائيلي أن إسرائيل سوف تقطع علاقاتها مع السلطة الوطنية الفلسطينية إذا جلبت حماس إلى حكومتها. ردا على اتفاق الدوحة في فبراير 2012 وإعلان حكومة انتقالية تابعة للوحدة مكونة من تكنوقراط غير تابعين (وبالتالي من دون أعضاء حماس) أكد نتنياهو مجددا على أن عباس يجب أن يختار بين السلام مع إسرائيل والسلام مع الحماس ولكنه اختار «للتخلي عن طريق السلام والانضمام إلى حماس». عندما أعلن عباس بعد عشرة أيام علنا أن الحكومة المقبلة ستبقى ملتزمة بجميع الالتزامات والاتفاقات الموقعة بدلا من أن تدع صمت حكومة تكنوقراط غير سياسية غضب حماس ولم تنبثق حكومة الوحدة.
في نهاية المطاف أنشئت حكومة الوحدة الفلسطينية في يونيو 2014 مع عدم وجود وزراء من حماس إلا أن إسرائيل أدانت حكومة الوحدة وفرضت عقوبات على الحكومة الجديدة للسلطة الوطنية الفلسطينية وأنهت محادثات السلام مع عباس.
من الوسائل الفعالة للضغط التي كثيرا ما تستخدمها إسرائيل حجب الضرائب التي تجمعها نيابة عن السلطة الوطنية الفلسطينية. عاقبت إسرائيل بشكل جماعي الفلسطينيين على سبيل المثال عقب تشكيل حكومة السلطة الوطنية الفلسطينية عام 2006 وحكومة عام 2007 المتعاقبة بعد اتفاق المصالحة في مايو 2011 وبعد طلبات الأمم المتحدة.

## الجدول الزمني للمصالحة

### إعلان القاهرة
في 19 مارس 2005 وقعت مجموعة واسعة من الفصائل الفلسطينية بما فيها فتح وحماس والجهاد الإسلامي والجبهة الشعبية لتحرير فلسطين والجبهة الديمقراطية لتحرير فلسطين على إعلان القاهرة الفلسطيني. ربما كانت هذه أول محاولة للتوفيق بين الفلسطينيين. كان هدفها توحيد الفصائل الفلسطينية ضد الاحتلال الإسرائيلي وإعادة هيكلة منظمة التحرير الفلسطينية وتجنب المزيد من التفاعلات العنيفة بين الجماعات الفلسطينية. كان أحد أهداف إعلان القاهرة هو إصلاح منظمة التحرير الفلسطينية ليشمل جميع القوى والفصائل الفلسطينية لأن المنظمة هي الممثل الشرعي الوحيد للشعب الفلسطيني.

### وثيقة الأسرى 2006
في مايو 2006 وقع زعماء 5 فصائل فلسطينية في سجن إسرائيلي بما في ذلك من فتح وحماس وثيقة توفيق وطنية تعرف باسم وثيقة السجناء. كتبت بقصد التوفيق بين جميع الفصائل وتوحيدها في كفاحها ضد الاحتلال الإسرائيلي وتشكيل حكومة وحدة وطنية. توقعت قيام دولة فلسطينية مستقلة داخل حدود عام 1967 وعاصمتها القدس. أيد الرئيس عباس على الفور الوثيقة التي تعترف ضمنا بإسرائيل. غير أنه طالب بأن توافق حماس صراحة على ذلك وتهدد بإجراء استفتاء وطني بشأن الوثيقة. في نهاية المطاف أيدت القيادة السياسية لجميع الفصائل نسخة منقحة من وثيقة السجناء. إلا أن حماس رفضت الاعتراف صراحة بإسرائيل وتخليها عن المقاومة المسلحة داخل الأراضي المحتلة. سرعان ما رفضت إسرائيل الوثيقة لأنها لم تعترف صراحة بإسرائيل.
في 11 سبتمبر 2006 توصل الرئيس محمود عباس ورئيس الوزراء إسماعيل هنية إلى اتفاق مبدئي لتشكيل حكومة وحدة وطنية. اتفقوا على أن الحكومة الجديدة يجب أن تقوم على وثيقة السجناء. في 20 سبتمبر نشرت صحيفة الأيام الفلسطينية نص مشروع الاتفاق المسمى برنامج الحكومة الجديدة الذي يتألف من 7 نقاط. ينص الاتفاق على أن الحكومة ستحترم الاتفاقات التي وقعتها منظمة التحرير الفلسطينية وتدعم الخطط القائمة على مبادرة السلام العربية لعام 2002. في مشروع اتفاق عباس - هنية تعترف حماس للمرة الأولى باتفاقات السلام بين منظمة التحرير الفلسطينية وإسرائيل.
عندما أعلن عباس في خطاب أمام الجمعية العامة للأمم المتحدة في 21 سبتمبر أن برنامج الحكومة الجديدة يتماشى تماما مع شروط اللجنة الرباعية (الالتزام بمبادئ اللاعنف والاعتراف بإسرائيل وقبول الاتفاقات والالتزامات السابقة بما في ذلك خارطة طريق السلام) ومع ذلك واجه معارضة قوية من أعضاء متشددون من حماس. في اليوم التالي أعلن هنية أنه لن يرأس حكومة تعترف بإسرائيل لكنه أكد مجددا استعداد حماس لإقامة دولة فلسطينية في الأراضي المحتلة واحترام هدنة طويلة الأمد مع إسرائيل. في 23 سبتمبر أعلن عباس عن جهود الوحدة العودة إلى الصفر ووجه الطرفان اللوم إلى بعضهما البعض لعدم احترام الاتفاق. في 16 ديسمبر 2006 أصدر عباس من جانب واحد نداء لإجراء انتخابات برلمانية ورئاسية مبكرة مما أدى إلى استياء حماس.

### فبراير 2007 اتفاقية مكة المكرمة
تم التوقيع على اتفاقية فتح وحماس في مكة المكرمة في 8 فبراير 2007 بعد ثمانية أيام من المحادثات ووافقت على وقف الاشتباكات العسكرية في قطاع غزة وتشكيل حكومة وحدة وطنية.

### مارس 2008 إعلان صنعاء
في 23 مارس 2008 وقعت حماس وفتح إعلانا في صنعاء عاصمة اليمن الذي يعتبر اتفاقا للمصالحة. دعت إلى عودة قطاع غزة إلى حالة ما قبل يونيو 2007. ظهر الخلاف حول التفسير على الفور. في حين قالت فتح على حماس أن تتخلى عن حصتها على غزة أولا وطالبت حماس بإعادة حكومة الوحدة بقيادة حماس أيضا. في 8 نوفمبر 2008 أوقفت محادثات المصالحة الفلسطينية المقرر إجراؤها في القاهرة بعد أن أعلنت حماس مقاطعتها احتجاجا على احتجاز مئات من أعضائها من قبل قوات الأمن التابعة للرئيس محمود عباس.

### محادثات 2009
بعد الهجوم الإسرائيلي على غزة (عملية الرصاص المصبوب)، بدأت حماس وفتح جولة جديدة من المحادثات في القاهرة في فبراير 2009. في 7 مارس 2009 قدم رئيس الوزراء سلام فياض استقالته لتمهيد الطريق لتشكيل حكومة وحدة وطنية.
في 12 مارس أفادت التقارير بأن الطرفين توصلا إلى حل توفيقي بشأن مسألة أجهزة الأمن الفلسطينية وفي 15 مارس بشأن إجراء انتخابات رئاسية وتشريعية بحلول 25 يناير 2010. في 17 مارس ظهرت مشاكل فيما يتعلق بشروط حكومة الوحدة الوطنية. تلتزم فتح بظروف اللجنة الرباعية بما في ذلك الاعتراف بإسرائيل والتركيز على المفاوضات مع إسرائيل. حماس تريد حصة الأغلبية في أي حكومة جديدة ورفضت الاعتراف بالدولة اليهودية التي نصبت نفسها.
غير أن المحادثات توقفت في أكتوبر بسبب ظروف غير ملائمة.

### محادثات عام 2010
في فبراير 2010 أجرى الطرفان من بين مجموعات فلسطينية أخرى محادثات تهدف إلى التوفيق بين الفصائل المتناحرة. في مارس اجتمع ممثلون عن فتح وحماس في دمشق. في مناظرات الدوحة ناقش ممثلو فتح وحماس مستقبل القيادة الفلسطينية.
بعد ستة جولات من محادثات المصالحة أدت إلى الفشل قدمت القاهرة في أوائل سبتمبر 2010 وثيقة جديدة. توقعت الوثيقة إجراء انتخابات عامة في قطاع غزة والضفة الغربية في النصف الأول من عام 2010 وإصلاح الأجهزة الأمنية الفلسطينية تحت السيطرة المصرية والإفراج عن السجناء السياسيين من قبل الفصيلين. في نوفمبر اجتمعت حماس وفتح في دمشق.

### مايو 2011 اتفاقية القاهرة
في 27 أبريل 2011 أعلن ممثلو الفصيلين اتفاقا بوساطة من مصر لتشكيل حكومة مؤقتة مشتركة مع إجراء انتخابات رئاسية وتشريعية في عام 2012.
في 4 مايو 2011 في حفل أقيم في القاهرة وقع الاتفاق رسميا رئيس السلطة الوطنية الفلسطينية محمود عباس وزعيم حماس خالد مشعل. وفر الاتفاق أساسا لتشكيل حكومة انتقالية للتكنوقراط للتحضير للانتخابات التشريعية والرئاسية للسلطة الوطنية الفلسطينية في سنة واحدة. كما سمح بدخول حماس إلى منظمة التحرير الفلسطينية وإجراء انتخابات لهيئة صنع القرار التابعة للمجلس الوطني الفلسطيني. كانت السلطة الوطنية الفلسطينية ستواصل التعامل مع الأمن في الضفة الغربية كما تفعل حماس في قطاع غزة. كانت تهدف إلى تشكيل لجنة أمنية مشتركة للبت في الترتيبات الأمنية المستقبلية.
وصف رئيس الوزراء الإسرائيلي بنيامين نتنياهو الاتفاق بأنه ضربة قاضية للسلام وجائزة كبيرة للإرهاب. ردت إسرائيل على المصالحة مع فرض عقوبات على الضرائب. قالت الولايات المتحدة أنها ستحكم على الحكومة الفلسطينية الجديدة بسياساتها وأن عليها الاعتراف بإسرائيل وقبول الاتفاقيات السابقة معها والتخلي عن العنف. قال خالد مشعل أن حماس مستعدة للعمل مع حركة فتح لتوجيه الدبلوماسية الفلسطينية والمقاومة بكل أشكالها وأن حماس تشاطر هدف إقامة دولة فلسطينية مستقلة تماما على أراضي الضفة الغربية وقطاع غزة عاصمتها القدس من دون مستوطن واحد ودون الحصول على شبر واحد ودون أن يعترف بحق العودة للاجئين الفلسطينيين إلى ديارهم السابقة في إسرائيل.
في يونيو 2011 تم تعليق المفاوضات المتعلقة بتشكيل حكومة وحدة بسبب الخلافات حول من سيكون رئيس الوزراء. أصرت فتح على استمرار سلام فياض. فياض كان غير مقبول بالنسبة لحماس الذي أراد رئيس وزراء من غزة. كما تم تقسيم الفصيلين حول كيفية التعامل مع إسرائيل. بينما كانت فتح تؤيد السلام مع إسرائيل فقد رفضت حماس مطالب دولية بالتخلي عن العنف والاعتراف بحق إسرائيل في الوجود.
بعد تأجيل المحادثات إلى أجل غير مسمى ركز الرئيس عباس على محاولة الاعتراف بالأمم المتحدة لإقامة دولة فلسطينية في سبتمبر 2011 بدلا من تشكيل حكومة وحدة وطنية. جاء القرار بسبب انهيار محادثات السلام الإسرائيلية الفلسطينية بعد رفض نتنياهو تجديد تجميد جزئي لبناء المستوطنات في سبتمبر 2010 وكذلك معارضة إسرائيل لاتفاق فتح وحماس نفسه.
في 30 يونيو 2011 أعرب الرئيس عباس عن قلقه إزاء حكومة الوحدة بسبب المعارضة الدولية خاصة من الولايات المتحدة ضد حكومة مشاركة مع حماس. اقترح أن يتم تأجيل مثل هذه الحكومة على الإطلاق قبل تصويت الأمم المتحدة على إقامة الدولة.

### فبراير 2012 اتفاقية الدوحة
وصف إعلان الدوحة الذي وقعه محمود عباس وخالد مشعل في فبراير 2012 بأنه خطوة إلى الأمام في التنفيذ المتوقف لاتفاق المصالحة الفلسطينية الذي وقع في القاهرة في أبريل 2011.
في مارس 2012 ذكر محمود عباس أنه لم تكن هناك خلافات سياسية بين حماس وفتح حيث توصلوا إلى اتفاق على منصة سياسية مشتركة وعلى هدنة مع إسرائيل. تعليقا على العلاقات مع حماس كشف عباس في مقابلة مع قناة الجزيرة: «اتفقنا على أن فترة الهدوء لن تكون فقط في قطاع غزة ولكن أيضا في الضفة الغربية. لقد اتفقنا أيضا على هدنة المقاومة الشعبية [ضد إسرائيل] وإقامة دولة فلسطينية على طول حدود عام 1967 وأن محادثات السلام ستستمر إذا أوقفت إسرائيل بناء المستوطنات وقبلت شروطنا».
في 1 أبريل وصف تنفيذ المصالحة بأنه متعثر مع عدم إحراز أي تقدم في مخطط الانتخابات المشتركة. بالإضافة إلى ذلك ألقت فتح باللوم على حماس بأن قواتها الأمنية أقامت حواجز على الطرق واعتقلت عشرات من أعضاء فتح وأفراد في غزة اتهموا بنشر الشائعات. في رسالة إلى بنيامين نتنياهو في أبريل 2012 أعرب عن أسفه لاستمرار إسرائيل في معارضة المصالحة.

### مايو 2012 اتفاق القاهرة
في مايو 2012 وقعت حماس وفتح اتفاقا آخر في القاهرة لحكومة الوحدة الجديدة وتنفيذ الانتخابات الفلسطينية بعد ثلاثة أشهر ونصف من إعلان الدوحة. اتخذ اتفاق القاهرة الجديد خطوات أساسية لتنفيذ إعلان الدوحة السابق ولا سيما تسجيل الناخبين الجدد في قطاع غزة وتشكيل حكومة مؤقتة.

### يناير 2013 محادثات بعد ترقية فلسطين في الأمم المتحدة
في ديسمبر 2012 في أعقاب ترقية وضع الأمم المتحدة لدولة فلسطين والصراع في غزة زادت الدعوة إلى جبهة فلسطينية موحدة واتخذ الزعماء السياسيون لحماس وفتح عدة خطوات للتوفيق بين خلافاتهم. أكد رئيس السلطة الوطنية الفلسطينية محمود عباس في خطاب تلفزيوني أن المحادثات مع حماس ستتابع فورا محاولة الفلسطينيين ترقية مركزهم في الجمعية العامة للأمم المتحدة وهو جهد نجح. في 13 ديسمبر سمحت فتح لحركة حماس بالاحتفال بأول تجمع لها في الضفة الغربية منذ عام 2007 وفي 4 يناير 2013 ردت حركة حماس بالسماح لمؤيدي فتح بعقد مسيرة في غزة للمرة الأولى منذ الحرب الأهلية. في 9 يناير أعلن أن خالد مشعل ومحمود عباس سيجددان محادثات المصالحة في القاهرة برئاسة الرئيس المصري محمد مرسي.

### اتفاقيتي غزة والقاهرة 2014
في 23 أبريل 2014 وقعت فتح وحماس اتفاقا جديدا للمصالحة يشهد تشكيل حكومة وحدة في غضون خمسة أسابيع تليها الانتخابات الرئاسية والبرلمانية في غضون 6 أشهر. في 2 يونيو 2014 أقسم الرئيس عباس في حكومة الوحدة التكنوقراطية الجديدة برئاسة رئيس الوزراء الحالي رامي الحمد الله. قال رئيس الوزراء الإسرائيلي بنيامين نتانياهو أنه يجب على قادة العالم عدم التسرع في الاعتراف بالحكومة الجديدة واصفا حماس بأنها منظمة إرهابية ملتزمة بتدمير إسرائيل. أصدر مكتب رئيس الوزراء الفلسطيني بيانا ندد فيه بتصريحات نتنياهو كما كان يعتزم مواصلة الاحتلال الإسرائيلي للأراضي الفلسطينية. علقت إسرائيل محادثات السلام وأعلنت عن عقوبات جديدة.
بما أن عمل الحكومة لم يحرز تقدما إذ تعانى أيضا من غارات إسرائيلية واسعة النطاق في الضفة الغربية عقب اختطاف وقتل ثلاثة مستوطنين إسرائيليين في سن المراهقة وما أعقب ذلك من هجمات كبيرة على غزة خلال الحرب على غزة 2014 وقع الطرفان في القاهرة في 25 سبتمبر 2014. حدد هذا الاتفاق مهام ومسؤوليات الحكومة الجديدة.

### محادثات 2016
في ديسمبر 2015 ويناير 2016 عقدت حماس وفتح سرا محادثات الدوحة في الدوحة لمحاولة استكمال اتفاق عام 2014. جددت المحادثات في 7-8 فبراير. في هذه الجولة من المفاوضات لم تشارك مصر. أصدرت حماس بيانا موجزا في 8 فبراير قائلة أن الطرفين توصلا إلى رؤية عملية لإيجاد حل يناقش وينفذ. قال عبد الله عبد الله زعيم فتح أن الحل يجب أن يجبر حماس على التخلي عن قطاع غزة وفي 23 فبراير أدلى جبريل الرجوب وهو شخصية سياسية في فتح ببيان حول عدم السماح لحماس بمواصلة الاستيلاء على قطاع غزة. انتقد المتحدث باسم حماس سامي أبو زهري بيان الرجوب قائلا أنه يثير التوترات ولا يخدم المصالحة.
أثارت تصريحات الرجوب إدانة من الفصائل الفلسطينية بما فيها حماس والجهاد الإسلامي الفلسطيني والجبهة الشعبية لتحرير فلسطين والجبهة الديمقراطية لتحرير فلسطين وكلها وصفت بأنها ضارة بالمصالحة. تطالب حماس باعتراف فتح بالأحداث في عام 2007 وأزمة الرواتب لموظفي الحكومة في غزة.
قال يوسف رزقة وزير الإعلام السابق في حكومة حماس السابقة للمونيتور: «إن مستقبل محادثات المصالحة في الدوحة لا يبدو إيجابيا ولا يمكننا بناء موقف عليها في ضوء نزاعات فتح الداخلية حول ما إذا كان أو عدم السعي لتحقيق المصالحة ويبدو لي أن الاجتماعات لم تقدم حلولا مقنعة للقضايا الأساسية مثل مستقبل العاملين في الحكومة الذين لم يتقاضوا أجورهم منذ عام 2006 أو معبر رفح كما أن مصر لم تعط فتح الضوء الأخضر لاستكمال المصالحة مع حماس لأنه يبدو أن القاهرة لن تقبل نجاح قطر في قضية فشلت فيها مصر».
قال مسؤول قطري للمونيتور أن: «فتح وحماس اتفقا على عدم التحدث إلى وسائل الإعلام حول تفاصيل المصالحة وتجنب التصريحات التي يمكن أن تسبب توترا في ضوء التجارب السابقة التي كانت تعوق المصالحة في السابق بسبب التصريحات الصادرة هنا وهناك».
عقب المحادثات هدد مسؤولو فتح باستعادة غزة بالقوة. أفاد المركز الفلسطيني للإعلام وهو موقع إلكتروني لحماس في 25 فبراير أن فتح تخطط لاستعادة غزة بالقوة من خلال التحريض على عملية عسكرية إسرائيلية وإقناع مصر بتدمير الأنفاق بين قطاع غزة ومصر لعزل قطاع غزة والحد من قدراته العسكرية والتي تعتمد في المساعدات الخارجية.
في زيارتين قام بهما بول غارنييه سفير سويسرا لدى السلطة الوطنية الفلسطينية لإسماعيل هنية وأكدت في 10 مايو عزم سويسرا على عقد مؤتمر للمصالحة بين حماس وفتح. كانت سويسرا تحاول إيجاد سبل لحل أزمة موظفي حكومة غزة.

### اتفاق القاهرة 2017
وقع وفدا حركتي التحرير الوطني الفلسطيني (فتح) والمقاومة الإسلامية (حماس) اتفاق مصالحة في القاهرة برعاية مصرية. ووقع الاتفاق عن حركة فتح رئيس وفدها إلى القاهرة عزام الأحمد، في وقت وقعه عن حركة حماس رئيس وفدها إلى القاهرة صالح العاروري، وقد رحب الرئيس الفلسطيني وحركة الجهاد الإسلامي بالاتفاق.
وينص اتفاق المصالحة على تمكين حكومة الوفاق لتقوم بكافة مهامها في غزة في موعد أقصاه الأول من ديسمبر/كانون الأول المقبل، كما اتفق الطرفان على استلام الحكومة الفلسطينية كافة معابر غزة في موعد أقصاه الأول من نوفمبر/تشرين الثاني القادم، على أن تنقل إدارة معبر رفح إلى حرس الرئاسة الفلسطينية.
وفي الملف الأمني، نص اتفاق المصالحة على توجه رؤساء الأجهزة الأمنية في السلطة الفلسطينية إلى غزة لعقد لقاءات مع مسؤولي الأجهزة بالقطاع لدراسة سبل استلام مهامهم، وذلك حتى الأول من ديسمبر/كانون الأول المقبل.
وبشأن ملف الموظفين الذين عينتهم حماس إبان حكمها لغزة، فقد نص اتفاق المصالحة على تخويل اللجنة القانونية والإدارية التي شكلتها الحكومة الفلسطينية مؤخرا بوضع الحلول لقضية موظفي غزة، الذين عينوا بالمؤسسات الحكومية بالقطاع إبان فترة الانقسام، على أن تنجز اللجنة عملها بحلول الأول من فبراير/شباط المقبل.
ونقلت وكالة الأناضول عن مصدر فلسطيني مطلع أن الحكومة الفلسطينية ستلتزم بدفع المستحقات المالية الشهرية لموظفي غزة أثناء فترة عمل اللجنة القانونية بمبالغ لا تقل عما يصرف لهم في الوقت الحالي، وأضاف المصدر نفسه أن جولة المباحثات ستستكمل في الأول من ديسمبر/كانون الأول القادم لتقييم الخطوات السابقة التي نص عليها اتفاق المصالحة.
وبين المصدر أن الاتفاق نص على عقد لقاء يجمع الفصائل الفلسطينية بالقاهرة يوم 21 نوفمبر/تشرين الثاني المقبل لمناقشة آليات تنفيذ اتفاق المصالحة.
ترحيب عباس
وقد رحب الرئيس الفلسطيني محمود عباس بإنجاز اتفاق المصالحة الفلسطينية، وطلب من وفد فتح التوقيع الفوري على الاتفاق كي يبدأ تنفيذه، وشكر عباس القيادة المصرية على جهودها في رعاية ملف المصالحة.
وأكد رئيس المكتب السياسي لحماس إسماعيل هنية استعداد الحركة التام لتطبيق الاتفاق وتلبية دعوة مصر للحوار الشامل بين الفصائل الفلسطينية.
ورحبت حركة الجهاد الإسلامي بالاتفاق الموقع بين حركتي فتح وحماس في القاهرة، وأكدت في بيان لها ضرورة اتخاذ كافة الإجراءات اللازمة لتخفيف معاناة سكان قطاع غزة، وإلغاء كافة العقوبات المفروضة في الضفة والقطاع بما فيها وقف الاعتقالات السياسية والملاحقات الأمنية.
وقد تحرك ملف المصالحة بسرعة في الأسابيع الأخيرة بعد قرار حركة حماس حل اللجنة الإدارية الحكومية في غزة، ثم قرار الرئيس الفلسطيني إرسال حكومة الوفاق الأسبوع الماضي إلى القطاع لعقد اجتماعها الأسبوعي.

#### مظاهر فرح بسبب المصالحة
وكان هناك بعض مظاهر الفرح باتفاق المصالحة، وذلك عن طريق توزيع الحلوى في شوارع غزة، فضلا عن تجمعات في بعض المناطق، وأضاف المراسل أن بعض بنود الاتفاق تتعلق بشكل مباشر بحياة الغزيين، ولا سيما ما يتعلق بإدارة المعابر وأزمة الموظفين وأزمة الكهرباء.
وكان هناك ترحيبا عارما بالاتفاق في الضفة بعد عقد من انتظار إنهاء الانقسام، وأضافت أن الناطق باسم الحكومة الفلسطينية قال إن الحكومة على أتم الاستعداد لتسلم مهامها في القطاع، مشيرا إلى أن الساعات المقبلة ستشهد التنفيذ الفوري لاتفاق المصالحة.

## 2020
- 2 يوليو 2020: عقد أمين سر اللجنة المركزية لحركة فتح جبريل الرجوب، ونائب رئيس المكتب السياسي لحركة حماس صالح العاروري مؤتمرًا مشتركًا للإعلان عن اتفاق عمل مشترك لمواجهة صفقة القرن.[2]
- 3 سبتمبر 2020: عُقد في مدينتي رام الله وبيروت اجتماعٌ للأمناء العامين للفصائل الفلسطينية ترأسه الرئيس الفلسطيني محمود عباس، والذي دعا فيه إلى: «وأدعو هنا، إلى حوار وطني شامل، كما أدعو حركتي فتح وحماس بالذات إلى الشروع في حوار لإقرار آليات إنهاء الانقسام، نريد أن نجلس ونتفق، ووفق مبدأ أننا شعب واحد، ونظام سياسي واحد، لتحقيق أهداف وطموحات شعبنا.»[3][3]

## وصلات خارجية
- جهود المصالحة بين فتح وحماس. مفتاح، 27 يونيو 2012
- نص إعلان القاهرة, 19 مارس 2007 (انظر النقطة 6)
- تحث الجبهة الشعبية والجبهة الديمقراطية لتحرير فلسطين عباس على الحفاظ على إعلان القاهرة. وكالة أنباء معا، 20 يوليو 2007